# باشگاه بسکتبال رئال بتیس
باشگاه بسکتبال رئال بتیس (اسپانیایی: Real Betis Baloncesto‎) یک باشگاه بسکتبال در شهر  سویل، اسپانیا است. این باشگاه که در سال ۱۹۸۷ تأسیس شده در لیگ آ س ب بازی می‌کند.